# Teiul
Teiul – wieś w Rumunii, w okręgu Vâlcea, w gminie Amărăști. W 2011 roku liczyła 12 mieszkańców.